# Kōtarō Taniguchi
Pour les articles homonymes, voir Taniguchi.
Kōtarō Taniguchi (谷口 耕太郎, Taniguchi Kōtarō), né le 3 novembre 1994 à Ayase, est un athlète japonais, spécialiste du 200 m.

## Biographie
Son meilleur temps est de 20 s 45 obtenu à Fukuroi le 3 mai 2014. Il est sélectionné en équipe Asie-Pacifique du relais 4 x 100 m lors de la Coupe continentale d'athlétisme 2014. Il remporte la médaille de bronze lors des Relais mondiaux 2015 à Nassau, en 38 s 20, avec ses coéquipiers Kazuma Ōseto, Kenji Fujimitsu et Yoshihide Kiryū. Il est étudiant à l'université Chūō.

## Palmarès
| Date | Compétition               | Lieu        | Résultat | Épreuve   | Temps   |
| ---- | ------------------------- | ----------- | -------- | --------- | ------- |
| 2015 | Relais mondiaux de l'IAAF | Nassau      | 3e       | 4 × 100 m | 38 s 20 |
| 2015 | Universiade               | Gwangju     | 1er      | 4 × 100 m | 39 s 08 |
| 2017 | Championnats d'Asie       | Bhubaneswar | 6e       | 200 m     | 21 s 01 |

## Records
| Épreuve | Performance         | Lieu    | Date       |
| ------- | ------------------- | ------- | ---------- |
| 200 m   | 20 s 45 (+ 0,6 m/s) | Fukuroi | 3 mai 2014 |